# Gregory Winter

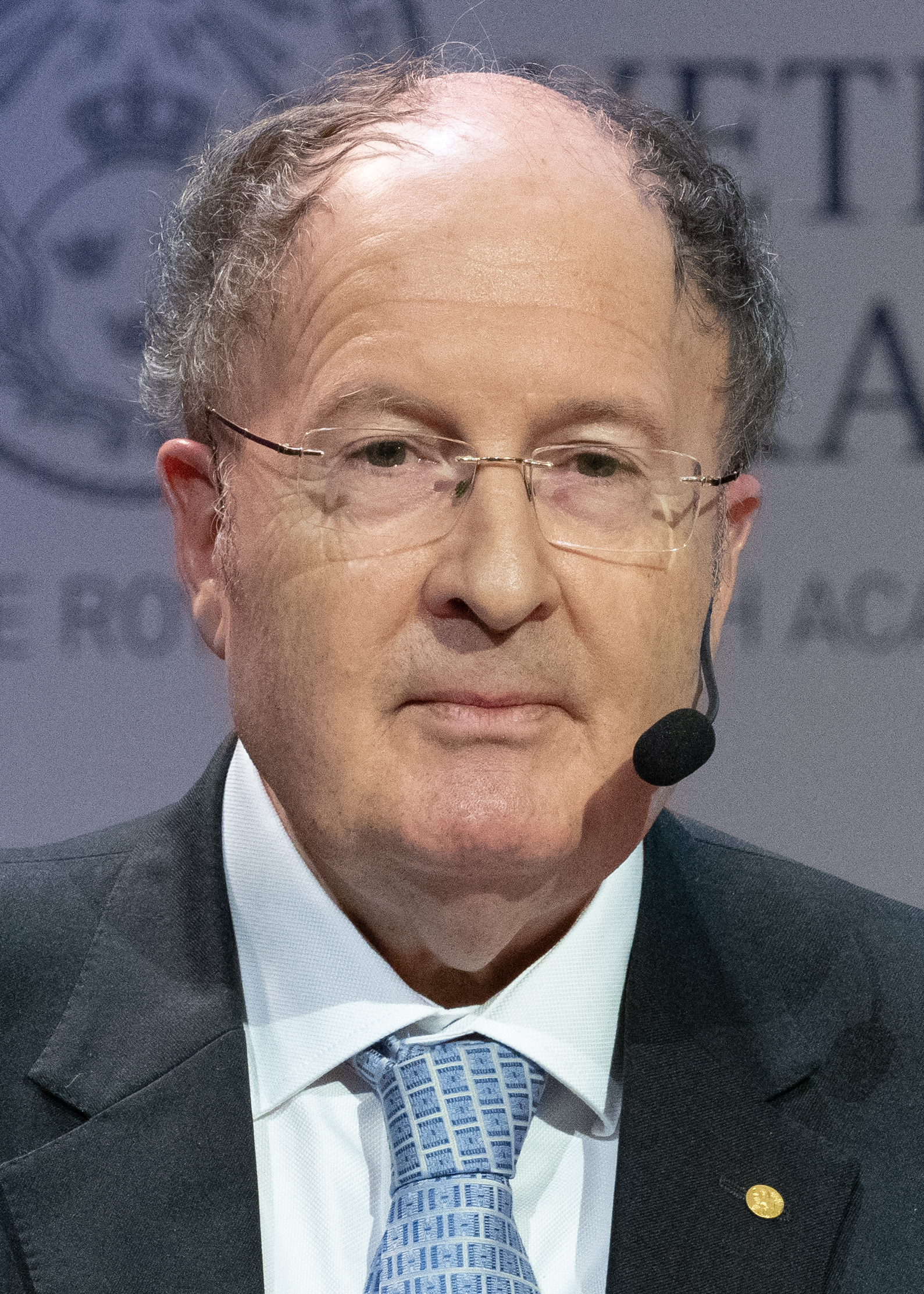
Greg Winter (2018)

Sir Gregory „Greg“ Paul Winter, CBE (* 14. April 1951 in Leicester), ist ein britischer Molekularbiologe, Nobelpreisträger und Pionier der Monoklonalen Antikörper und des Phagen-Displays.

## Karriere
Winter studierte Naturwissenschaften an der University of Cambridge, graduierte 1973 am Trinity College und promovierte am MRC Laboratory of Molecular Biology (LMB). Anschließend arbeitete er am LMB und am MRC Centre for Protein Engineering (CPE). 1981 wurde er Programmleiter und von 1994 bis 2006 Ko-Leiter der Abteilung Protein and Nucleic Acid Chemistry. Von 1990 bis zur Schließung 2010 war er stellvertretender Direktor des CPE. Von 2006 bis 2011 war Winter stellvertretender und von 2007 bis 2008 geschäftsführender Direktor des LMB.
Winter entwickelte um 1990 Techniken des Phagen-Display von George P. Smith weiter, so dass die Phagen Teile von Antikörpern (scFv-Fragment) auf ihrer Oberfläche präsentierten. Das ermöglichte eine Revolution in der Produktion monoklonaler Antikörper, zumal Winter die Antikörper auf menschliche Basis zuschnitt (und nicht etwa auf Basis der Maus). Für seine Leistungen bekam er zusammen mit Frances H. Arnold und George P. Smith den Nobelpreis für Chemie 2018 zugesprochen.
Winter war Ko-Leiter der Abteilung für Protein- und Nukleinsäurenchemie und Biotechnologie am Laboratory of Molecular Biology in Cambridge und vorher stellvertretender Direktor am Centre for Protein Engineering des Medical Research Council. 1989 war er Gründer der Firma Cambridge Antibody Technology (ab 2006 an Astrazeneca verkauft), die das Blockbuster-Medikament Adalimumab (HUMIRA) entwickelte (später von Abbott Laboratories vertrieben und weiterentwickelt). Es war das erste Antikörper-Medikament (ein Inhibitor für den Tumor-Nekrose-Faktor) auf rein menschlicher Basis.
Am 9. Dezember 2004 wurde Winter von Königin Elisabeth II. als Knight Bachelor („Sir“) geadelt.
Winter gründete noch andere Firmen, so Domantis, das 2006 an GlaxoSmithKline verkauft wurde, und 2009 Bicycle Therapeutics.

## Auszeichnungen und Mitgliedschaften
- 1990 Emil-von-Behring-Preis
- 1995 König-Faisal-Preis
- 1997 Commander of the British Empire
- 1999 William B. Coley Award
- 2002 Gabbay Award
- 2012 Prinz-von-Asturien-Preis
- 2013 Canada Gairdner International Award
- 2015 Wilhelm-Exner-Medaille
- 2016 Prinz-Mahidol-Preis
- 2018 Nobelpreis für Chemie
- 2020 Ehrendoktor der Universität für Bodenkultur Wien[3]
- 2024 Copley-Medaille

- 1990 Fellow der Royal Society
- 1991 Fellow und seit 2012 Master des Trinity College in Cambridge.

## Schriften (Auswahl)
- E. S. Ward, D. Güssow, A. D. Griffiths, P. T. Jones, G. Winter: Binding activities of a repertoire of single immunoglobulin variable domains secreted from Escherichia coli, Nature, Band 341, 1989, S. 544–546.
- J. McCafferty, A. D. Griffiths, G. Winter, D. J. Chiswell: Phage antibodies: filamentous phage displaying antibody variable domains’, Nature, Band 348, 1990, S. 552–554.
- H. R. Hoogenboom, a. D. Griffiths, K. S. Johnson, D. J. Chiswell, P.  Hudson, G. Winter: Multi-subunit proteins on the surface of filamentous phage: methodologies for diplaying antibody (Fab heavy and light chains), Nucl. Acid. Res., Band 19, 1991, S. 4133–4137.
- J. D. Marks, H. R. Hoogenboom, T. P. Bonnert, J. McCafferty, A. D. Griffiths,  G. Winter: By-passing immunization: Human antibodies from V-gene libraries displayed on phage, J Mol Biol. Band 222, 1991, S. 581–597.
- T. Clackson, H. R. Hoogenboom, T. P. Bonnert, J.  McCafferty, A. D. Griffiths, G. Winter: Making antibody fragments using phage display libraries, Nature, Band 352, 1991, S. 624–628.
- J. D. Marks, A. D. Griffiths, M. Malmqvist, T. P. Clackson, J. M. Bye, G. Winter: By-passing immunization: Building high affinity human antibodies by chain shuffling, Nat. Biotech., Band 10, 1992, S. 779–783.
- H. R. Hoogenboom, G. Winter: By-passing immunisation. Human antibodies from synthetic repertoires of germline VH gene segments rearranged in vitro, J Mol Biol., Band 227, 1992, S. 381–388.